# At the Speed of Life
Albums de Xzibit
40 Dayz and 40 Nightz
(1998)
Singles
1. Paparazzi
Sortie : 27 mai 1996
2. The Foundation
Sortie : 11 novembre 1996
3. Eyes May Shine
Sortie : Décembre 1996

At the Speed of Life est le premier album de Xzibit, sorti le 15 octobre 1996.
Le single Paparazzi reprend la mélodie de Pavane de Gabriel Fauré.

## Liste des titres
| No  | Titre                                                        | Contient un (des) sample(s) de                                                                                            | Durée |
| --- | ------------------------------------------------------------ | --- | ----- |
| 1.  | Grand Opening (Interlude)                                    | | 1:33  |
| 2.  | At the Speed of Life                                         | | 3:45  |
| 3.  | Just Maintain (featuring Hurricane G et J-Ro)                | | 3:20  |
| 4.  | Eyes May Shine                                               | Dirty Feet du Daly-Wilson Big Band Minnie's Lament de Minnie Riperton The Start of Your Ending (41st Side) de Mobb Deep   | 3:57  |
| 5.  | Positively Negative (featuring King Tee)                     | Funky President de James Brown                                                                                            | 3:36  |
| 6.  | Don't Hate Me (Interlude)                                    | | 1:31  |
| 7.  | Paparazzi                                                    | Pavane (Vocalise) de Barbra Streisand Grand Verbalizer, What Time Is It de X-Clan Sometimes I Rhyme Slow de Nice & Smooth | 3:56  |
| 8.  | The Foundation                                               | Universal Mind du Mystic Moods Orchestra The Stranger de Billy Joel                                                       | 3:55  |
| 9.  | Mrs. Crabtree (Interlude)                                    | | 1:16  |
| 10. | Bird's Eye View (featuring Catastraphe, Hurricane G et J-Ro) | Dream Weaver de Little Boy Blues Long Red de Mountain                                                                     | 4:41  |
| 11. | Hit & Run (Part II)                                          | | 3:49  |
| 12. | Carry the Weight                                             | Finale de Trevor Jones | 4:13  |
| 13. | Plastic Surgery (featuring Ras Kass et Saafir)               | Slow Dance de Stanley Clarke                                                                                              | 4:40  |
| 14. | Enemies & Friends                                            | Enlightenment de Billy Paul                                                                                               | 4:01  |
| 15. | Last Words (Interlude)                                       | | 1:01  |